# Quercus liaoi
Quercus liaoi är en bokväxtart som beskrevs av C.F.Shen. Quercus liaoi ingår i släktet ekar, och familjen bokväxter.
Artens utbredningsområde är Taiwan. Inga underarter finns listade.